# 卡尔特拉诺
卡尔特拉诺（義大利語：Caltrano），是意大利威尼托大区维琴察省的一个市镇。总面积22平方公里，人口2659人，人口密度120.9人/平方公里（2009年）。国家统计（ISTAT）代码为024019。